# City Park (La Nouvelle-Orléans)
Pour les articles homonymes, voir City Park.
Le City Park de La Nouvelle-Orléans est le 6e plus grand parc urbain des États-Unis et le 7e parc le plus visité du pays.

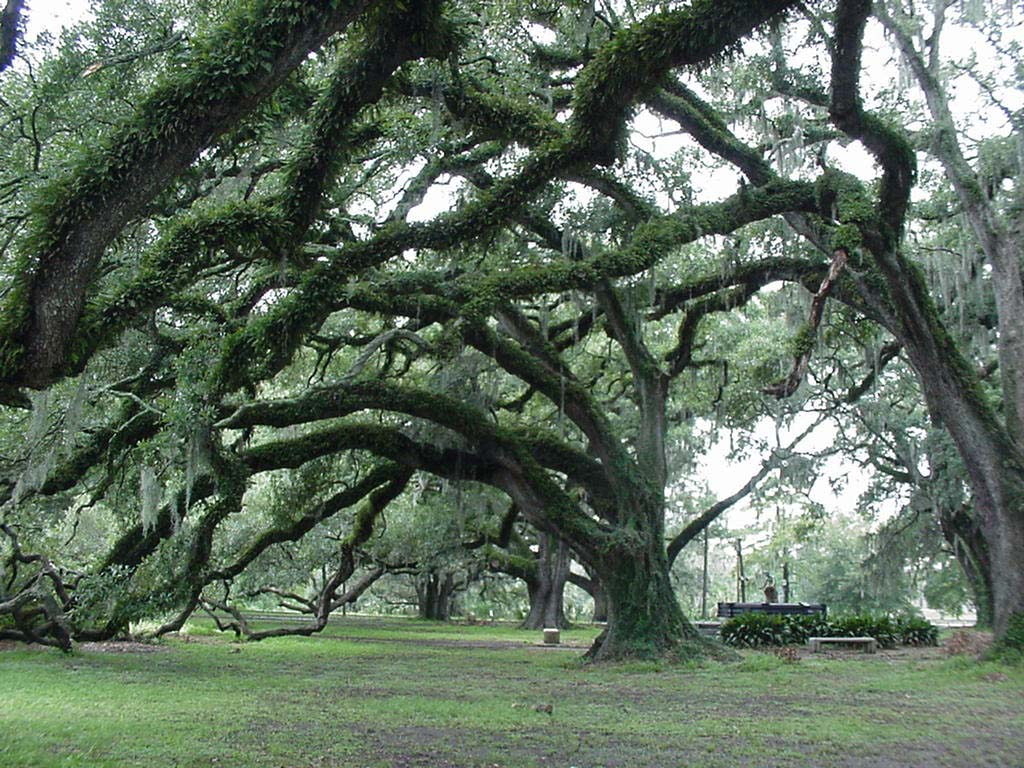
Les Quercus virginiana du City Park.

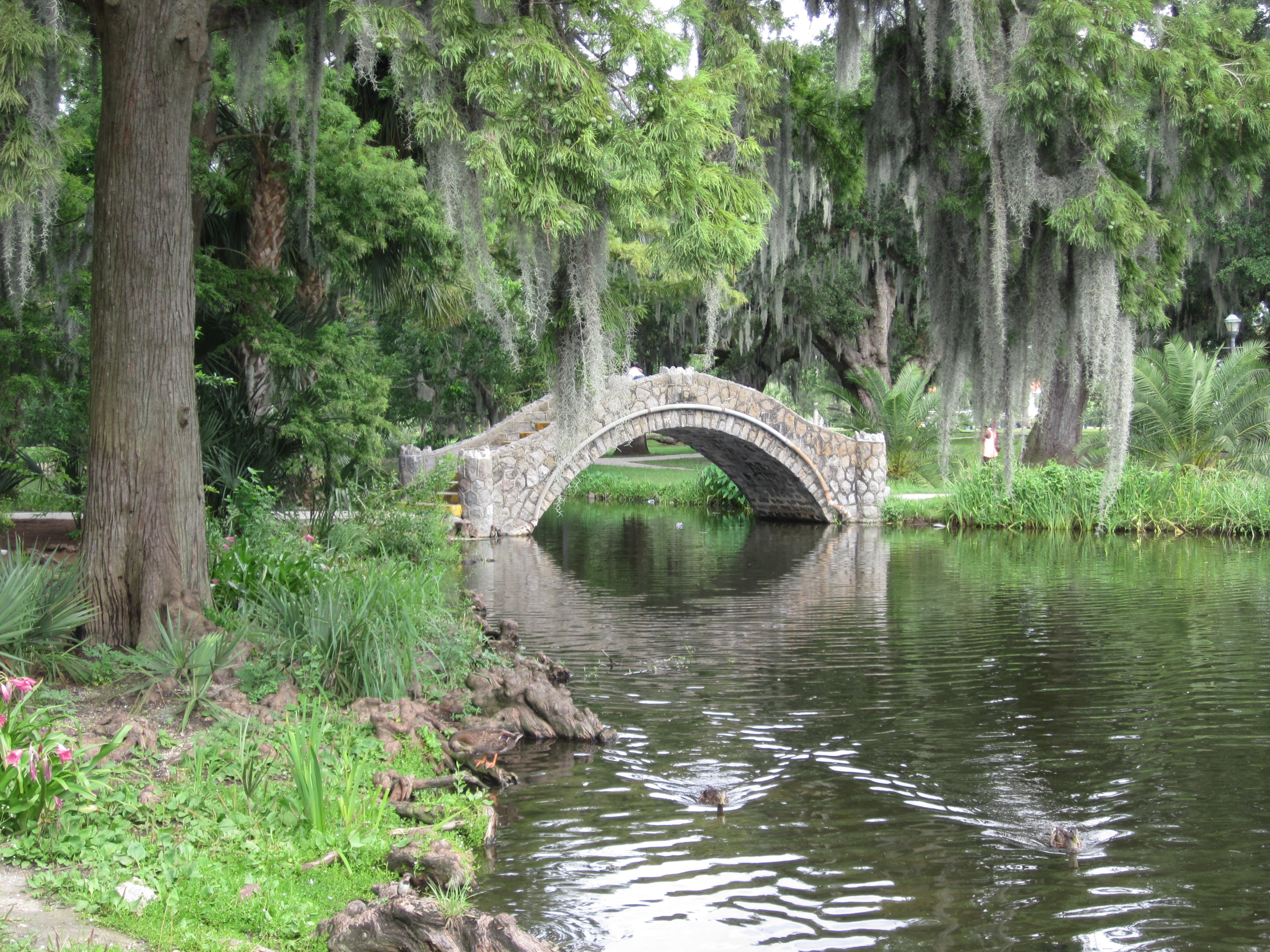
Pont enjambant le bayou Metairie dans le City Park.

City Park est un vaste jardin public situé dans la ville de La Nouvelle-Orléans en Louisiane. 
Fondé en 1853, ce parc est l'un des plus anciens jardins publics des États-Unis. Il est situé le long du bayou Saint-Jean sur la route de la Métairie entre les quartiers du Bayou Saint-Jean et de City Park. À l'époque de la Louisiane française, ce lieu était un vaste marécage que les colons français asséchèrent au cours du XVIIIe siècle afin de rendre cet espace habitable, entre le développement de la ville portuaire de La Nouvelle-Orléans, sise sur les rives du fleuve Mississippi et le lac Pontchartrain. Ce lieu devint, dans la seconde moitié du XVIIIe siècle, une plantation qui fut la propriété de Santiago Loreins, puis de son gendre Jean-Louis Allard. 
Avec une superficie de 5,3 km2, il est moitié plus grand que Central Park à New York. 
Le City Park de La Nouvelle-Orléans détient la plus grande plantation de Quercus virginiana (une espèce de chênes à feuilles persistantes de la famille des Fagaceae), dont certains sont âgés de plus de 600 ans.
Au cours du XXe siècle, le City Park devint un lieu de villégiature et de loisirs avec l'aménagement du jardin et la création d'un péristyle, l'ouverture d'un casino et l'inauguration d'un musée d'art. Dans les années 1930 fut installé un jardin botanique. Après la Seconde Guerre mondiale, un terrain de golf fut aménagé.
Depuis 1999, se déroule chaque année un festival musical, le Voodoo Experience (en), au moment de la fête d'Halloween.
En 2005, l'ouragan Katrina a détruit plus d'un millier d'arbres et dévasta le jardin botanique. L'inondation qui s'ensuivit submergea le parc jusqu'à une hauteur de 3 mètres d'eau pendant près d'un mois. Un plan de reconstruction et de réaménagement du parc fut élaboré à la suite de cet ouragan. Après quelques années de rénovations et de réhabilitation, les attractions du City Park ont rouvert ainsi que le jardin botanique. De nouvelles pistes cyclables ont été tracées et de nouvelles promenades aménagées. 

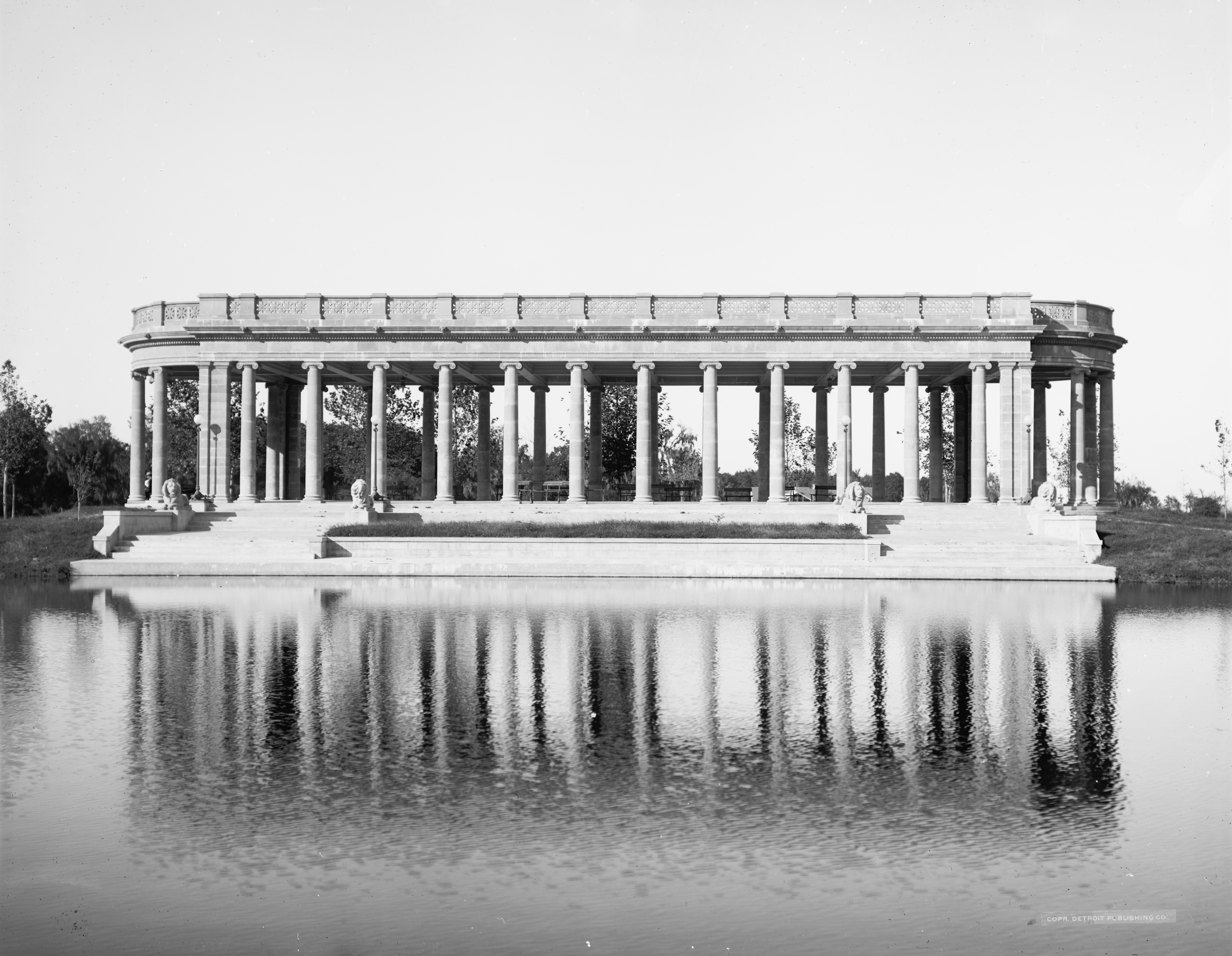
Le péristyle du City Park.